# Sinteticità
L'indice di sinteticità di una lingua è un coefficiente che descrive, per la lingua in questione, il grado di concentrazione di funzioni morfologiche all'interno di una parola.
Nello studio dei comportamenti delle morfologie delle lingue umane l'indice di sinteticità di una lingua si definisce in pratica come il numero medio di morfemi per parola all'interno di una frase standard. Per ogni tipologia linguistica è stato calcolato l'indice di sinteticità medio caratteristico, come si evince dalla seguente tabella:
| Classificazione tipologica         | Indice di sinteticità (morfema per parola) |
| Lingue isolanti                    | 1 - 1,1                                    |
| Lingue analitiche e semianalitiche | 1,5-2                                      |
| Lingue flessive o fusive           | fra 2,6 e 3                                |
| Lingue agglutinanti                | 3-3,5                                      |
| Lingue polisintetiche              | 4                                          |
| Lingue poli-incorporanti           | 5                                          |

Si tenga conto che i valori della tabella forniscono indicazioni generiche. Inoltre, una stessa lingua può avere in diverse aree della sua morfologia comportamenti differenti: ad esempio, le lingue neolatine sono flessive nel verbo, sono semi-analitiche nel nome, si comportano per lo più da lingue polisintetiche nei fenomeni di univerbazione fra particelle pronominali e verbi.
Esempi di lingue sintetiche sono il greco antico e il latino.